# 车若水
車若水（約1209年—1275年），字清臣，號玉峰山民，黃岩（今屬浙江）人。

## 簡歷
少年師從臨海陳耆卿。端平二年（1235），追隨杜范，潜心理学，攻讀《大学》，咸淳五年（1269年），撰《重证大学章句》一卷，又著《道统论》，右丞贾似道數次相聘，未赴。恭帝德祐元年（1275年）卒。咸淳十年（1274）著有《脚气集》传世。